# TOTO XIV〜聖剣の絆〜
『TOTO XIV〜聖剣の絆〜』（トトフォーティーン・せいけんのきずな、原題：TOTO XIV）は、2015年に発表されたTOTOのアルバム。
オリジナル・スタジオ作品としては12作目。カバー・アルバム『スルー・ザ・ルッキング・グラス』も含めるとスタジオ作品としては13作目にあたるが、20周年記念盤の未発表曲集『TOTO XX』も含めて14作目とし、タイトルは「XIV（ローマ数字で14）」となった。
前作『フォーリング・イン・ビトゥイーン』より約9年振り、2010年の再結成以降初めてのスタジオ作品。オリジナル作品としては『ザ・セブンス・ワン〜第7の剣〜』以来、久しぶりにジャケットには剣が使用されている。

## 作品
ジャケットデザインに剣が登場するのは、上述のとおりオリジナル・アルバムでは『ザ・セブンス・ワン〜第7の剣〜』の1988年以来、企画アルバムの『TOTO XX』も含めると1998年以来となるが、スティーヴ・ルカサーはこのことについて「これがTOTOだということを伝えたくて、剣を戻したんだ。もう僕らも若くない。このアルバムが人生を反映させた内容だってことを表したかったんだ」と語っている。
今作はボーカリスト、ジョセフ・ウィリアムズの1989年の脱退以来の復帰作であると同時に、それまで全作品にサポートとして参加してはいたが、正式メンバーとしては『ファーレンハイト』以来となる、キーボーディスト・ボーカリストのスティーヴ・ポーカロの約30年振りの復帰作でもある。また『TOTO IV 〜聖なる剣〜』を最後に脱退し、2014年から32年ぶりにバンドに復帰していたオリジナル・ベーシストのデヴィッド・ハンゲイトも、全曲ではないものの4曲の録音に参加している。今作ではベースギターは固定メンバーがおらず楽曲によって異なり、一部はスティーヴ・ルカサーも演奏している。
1992年より解散まで、また再結成にも参加し20年以上TOTOに在籍していたドラマーのサイモン・フィリップスは、2014年1月をもって自身の活動に専念するために脱退。本作からはスティーリー・ダンなどでプレイしているキース・カーロックが加入した。

## 経緯
TOTOは前作『フォーリング・イン・ビトゥイーン』を2006年にリリース後、ベーシストのマイク・ポーカロが筋萎縮性側索硬化症（ALS）を患い、闘病のためツアー離脱。2008年に解散していた。その後、マイクの病状の進行とともに、彼の闘病を支援すべく、闘病生活の資金援助と難病研究への寄付を目的として2010年にTOTOは期間限定という前提で再結成し、世界ツアーを行っていた。
当初は期間限定としていたものの、再解散せずにそのまま結成35周年ツアーを2013年から2014年にかけて各地で行い、その模様を収めたライブ作品『TOTO 35周年アニヴァーサリー・ツアー〜ライヴ・イン・ポーランド 2013』をCDとビデオ（DVD、Blu-ray Disc）でリリースし、さらに新作をレコーディング中であることも明かした。
もっとも、当初はスタジオ・オリジナル作品の制作は考えていなかったという。前出の35周年ライブ作品のリリースの際にマネージャーがオリジナル作品制作の契約をレーベルと行っていたことが後に発覚、「それならば最高のものを」ということで2014年より制作が開始された。
このアルバムが発売される数日前の2015年3月15日、マイク・ポーカロはALSのため死去した。

## 収録曲
| #   | タイトル                                                                           | 作詞・作曲                  | リード・ボーカル                                                 | 時間 |
| --- | ---------------------------------------------------------------------------------- | --------------------------- | ---------------------------------------------------------------- | ---- |
| 1.  | 「ランニング・アウト・オブ・タイム - "Running Out of Time"」                       | Lukather, Paich, Williams   | ジョセフ・ウィリアムズ                                           | 4:06 |
| 2.  | 「バーン - "Burn"」                                                                | Williams, Paich             | ジョセフ・ウィリアムズ                                           | 4:56 |
| 3.  | 「ホーリー・ウォー - "Holy War"」                                                  | Lukather, Vanston, Williams | ジョセフ・ウィリアムズ、スティーヴ・ルカサー                     | 5:24 |
| 4.  | 「21世紀のブルーズ - "21st Century Blues"」                                        | Lukather, Vanston           | スティーヴ・ルカサー                                             | 6:08 |
| 5.  | 「オーファン - "Orphan"」                                                          | Paich, Williams, Lukather   | ジョセフ・ウィリアムズ                                           | 3:55 |
| 6.  | 「アンノウン・ソルジャー（フォー・ジェフリー） - "Unknown Soldier (For Jeffrey)"」 | Paich, Lukather             | スティーヴ・ルカサー                                             | 5:06 |
| 7.  | 「ザ・リトル・シングス - "The Little Things"」                                     | Porcaro, Allee Willis       | スティーヴ・ポーカロ                                             | 4:34 |
| 8.  | 「チャイナタウン - "Chinatown"」                                                   | Paich, Mike Sherwood        | デヴィッド・ペイチ、ジョセフ・ウィリアムズ、スティーヴ・ルカサー | 5:07 |
| 9.  | 「オール・ザ・ティアーズ・ザット・シャイン - "All the Tears That Shine"」          | Paich, Mike Sherwood        | デヴィッド・ペイチ                                               | 5:09 |
| 10. | 「フォーチュン - "Fortune"」                                                       | Williams                    | ジョセフ・ウィリアムズ、スティーヴ・ルカサー                     | 4:46 |
| 11. | 「グレイト・エクスペクテイションズ - "Great Expectations"」                        | Paich, Williams, Lukather   | デヴィッド・ペイチ、ジョセフ・ウィリアムズ、スティーヴ・ルカサー | 6:48 |
| 12. | 「ベンド - "Bend" （日本盤ボーナス・トラック）」                                   | Sherwood, Porcaro           | スティーヴ・ポーカロ                                             | 2:48 |

## 参加ミュージシャン
- ジョセフ・ウィリアムズ - ボーカル
- スティーヴ・ルカサー - ボーカル、ギター、ベースギター(5, 6, 11)
- デヴィッド・ペイチ - ボーカル、キーボード
- スティーヴ・ポーカロ - ボーカル、キーボード
- キース・カーロック - ドラムス

## ゲスト・ミュージシャン
- デヴィッド・ハンゲイト - ベースギター(トラック4,7,8)
- タル・ウィルケンフェルド - ベースギター(トラック9,10)
- リーランド・スカラー - ベースギター(トラック2,3)
- ティム・ルフェーヴル - ベースギター(トラック1)
- レニー・カストロ - パーカッション
- マーティン・ティルマン - チェロ
- C.J.ヴァンストン - プロデュース、シンセサイザー
- マイケル・マクドナルド - バッキング・ボーカル
- エイミー・キーズ - バッキング・ボーカル
- マヴート・カーペンター - バッキング・ボーカル
- ジェイミー・サヴコ - バッキング・ボーカル
- エマ・ウィリアムズ - バッキング・ボーカル
- トム・スコット - サクソフォーン、サクソフォーン/管楽器アレンジ